# Count Your Blessings
Tu marido... ese desconocido (Count Your Blessings) es una película estadounidense de 1959, de la compañía Metro-Goldwyn-Mayer. Fue dirigida por Jean Negulesco, escrita y producida por Karl Tunberg, basada en la novela de 1951, La bendición, de Nancy Mitford. La banda sonora fue compuesta por Franz Waxman y la dirección de fotografía por George J. Folsey y Milton R. Krasner. El diseño de vestuario corrió a cargo de Helen Rose.
Los actores fueron Deborah Kerr, Rossano Brazzi y Maurice Chevalier con Martin Stephens, Ronald Squire, Patricia Medina y Mona Washbourne.
La película fue rodada en Londres y en París.